# John Hodge
John Hodge, född 29 oktober 1855 i Linkeyburn, Ayrshire, död 10 augusti 1937, var en brittisk arbetarledare och politiker.
Hodge var ursprungligen metallarbetare, grundade det stora fackförbundet British Steel Smelters' Mill, Iron and Tinplate Workers' Association, var länge dess sekreterare och senare president såväl för denna organisation som för en liknande, Iron and Steel Trades Confederation.
Hodge var från 1906 ledamot av underhuset och var 1915 t.f. ordförande för Labourpartiet där. Han var december 1916 till augusti 1917 arbetsminister och därefter till januari 1919 pensionsminister i Lloyd Georges ministär. Hodge deltog verksamt i tillkomsten av förlikningsråd (Conciliation Boards) för avvärjande av arbetstvister.